# Sapins jumeaux de Vancouver
Les sapins jumeaux de Vancouver étaient deux arbres d'une hauteur d'environ 63 mètres en 2010. Ils se situaient à l'Arboretum de la Foux, dans le massif de l'Aigoual, dans le département du Gard. À la suite d'une attaque de scolytes, ces deux sapins de Vancouver ont dû être abattus début juin 2013. Les troncs et des explications sont restés visibles sur place.